# 원써겐
원써겐 (1sagain, 본명: 박진우, 1982년 11월 2일 ~)은 대한민국의 힙합 뮤지션이다. 2000년 3인조 팀 eMeNeX로 데뷔, 온라인으로 활동하다가 2002년 솔로 활동을 시작하였다. 현재는 레이블 뉴런뮤직 소속사 대표이다. 학력은 요크대학교 졸업이다.

## 바이오그래피

### 초창기
1sagain은 2000년 당시 캐나다에 거주하면서 daDa the Maniac, i2u2me와 함께 3인조 팀 eMeNeX를 결성하면서 힙합씬에 모습을 드러냈다. 당시 인터넷의 발달로 미유넷이나 밀림에 곡을 올리면서 활동하는 소위 "인터넷 언더"들이 많아지던 시기였는데, eMeNeX 역시 그러한 팀 중 하나였다. 이들이 처음 앨범에 참여한 것은, 역시 마찬가지로 밀림에 곡을 올리면서 활동을 시작한 MC 한새의 첫 앨범을 통해서였으며, 이 인연으로 셋은 BCR 크루에 소속되어 활동하였다. 한편 1sagain은 셋 중에서도 솔로 활동이 두드러져 2001년에는 솔로곡 〈선택 (Remix)〉로 컴필레이션 EX 앨범에 참여하였고, 그가 온라인으로 발표한 곡 〈마지막 MC〉는 특히 호평을 받아 밀림 인기 차트 상위권에 1년 이상 드는 좋은 성적을 거두었다. 그러한 활동의 결실로 그는 "모 대형 음반사"의 러브콜을 받아 2002년 첫 솔로 EP를 발표하였고, 2003년에는 혼자 작곡, 작사, 편곡에 모두 참여한 두 번째 EP Break Out을 발표하였다.
2004년 1sagain은 두 번째 인터넷 EP ZERO를 작업하여 홈페이지에서 무료 공개할 예정이었으나 이는 현재 흔적을 찾을 수 없다. 그 다음 해에는 또다른 인터넷 EP Negative를 발표하였으며, 수록곡 중 Goodbye pt.2가 은지원을 디스했다는 의혹에 잠시 휘말렸으나 앨범 자체는 큰 이슈가 되지 못하였다. 그 해 말에 냈던 디지털 싱글 Bounce 역시 소소한 반향만을 일으켰다.

### 〈이별후애〉
2006년 10월 1sagain은 디지털 싱글 《좋은날》을 발표하였으며 이 싱글은 그때까지 그가 시도했던 어두운 음악에 비해 더 밝고 대중적인 곡이었다. 이에 따라 대중들의 반응도 비교적 좋아져 각종 사이트 음악 차트에서 순위권에 진입하는 성적을 거두었다. 뒤이어 2007년에는 디지털 싱글 《이별후애》를 발표하였다. 신인 보컬 주보라를 참여시킨 이 곡은 뮤직비디오 역시 본인이 제작하여 배포하였으며, 이때까지의 1sagain의 곡 중 가장 좋은 반응을 얻어 싸이월드 뮤직 어워드 Rookie of the Month 부문을 수상하기에 이르렀다. 그러나 이 곡은, BoA의 Moon & Sunrise와 표절 시비가 일부 붙었고, 1sagain 스스로가 사운드와 퀄리티에 불만족을 느낀다며 디지털 음원 스트리밍을 중단하여 팬들의 안타까움을 사기도 하였다. 이 곡은 이후 1sagain의 첫 정규 앨범의 발매에 앞서 다시 디지털 싱글로 제작되어 나왔고, 정규 앨범에도 수록되었다.
이로써 든든한 팬 베이스를 확보한 1sagain은, 여세를 몰아 2009년 첫 정규 앨범 Once Again을 발표하였다. 당시 타이틀곡 My Love의 뮤직비디오에는 탤런트 김정화와 김형민이 출연해 화제가 되기도 하였다. 이후로 그의 스타일은 주로 감성적이고 대중적인 사랑 노래로 굳어져 2011년 3월에 이르기까지 연달아 6개의 디지털 싱글을 발표하였으며, 2005년 Bounce부터 인연을 맺어 〈이별후애〉, Fall in Love 등을 작곡한 Donnie J가 거의 모든 싱글에 긴밀하게 참여하였다. 한편 2010년 초에는 셀프 UCC 1sagain & again을 제작하였으며, 2011년 2월까지 일곱 개의 에피소드가 나왔다.

### 뉴런뮤직을 설립하다
이미 2010년 11월 〈사랑후에...〉를 작업하면서 미니 앨범 작업 중임을 밝힌 그는, 그 다음달 Donnie J와 함께 새로운 레이블 뉴런 (NeuroN)을 설립했음을 발표하였다. 둘은 1sagain의 미니 앨범 대신 뉴런의 첫 프로젝트로 "다양한 오버/언더 가수들의 참여로 이루어질 것이며, 힙합을 베이스로 한 크로스오버 형식의 음악스타일"인 《뉴런x》 시리즈의 시작을 발표하였다. 《뉴런x》 시리즈의 첫 작품은 페퍼톤스의 객원 보컬 김현민과 함께 한 것으로 2010년 12월에 디지털 싱글 형식으로 발표되었다.
2011년 뉴런뮤직은 컴필레이션 NeuroN Presents vol.1을 곧 발매할 것을 알렸고, 현재 첫 싱글로 컷된 〈우울해〉가 7월 디지털 싱글로 나온 상태다. 이 컴필레이션은 이후 2013년 12월 Neuron Days라는 이름으로 발표되었다. 9월에는 STi의 프로젝트인 RH- Project의 여덟번째로 1sagain의 〈이젠 지쳤어..〉가 발표되었다. 뉴런뮤직 컴필레이션 작업 외에도 그는 2011년 11월 두 번째 정규 앨범을 발표하였다.
2013년 들어서는 세 번째 정규 앨범, 3장의 디지털 싱글과 첫 미니 앨범 Recall을 발표하였으며, 김진표, 캔, 헬로비너스의 뮤직비디오 감독을 맡는 등 활동 영역을 더욱 넓혔다. 또 2013년 초에는 "더 원써겐 밴드"란 이름으로 〈전화기만 바라보며〉, 〈커피 한 잔 하실래요〉를 어쿠스틱으로 편곡하여 디지털 싱글로 발표하였다.
대표곡: 〈선택〉, 〈마지막 MC〉, D, 〈화 (Original Mix)〉, Bounce, 〈좋은날〉, 〈이별후애〉, Fall in Love, My Love, Last Christmas, Love Me Love Me, 〈사랑후에...〉, 〈가지마〉, One Day, 〈같은 말〉, 〈전화기만 바라보며 (One Day pt.2)〉, 〈건강하세요〉, 〈바람둥이의 첫 고백〉, 〈비가 내리고 (Rain)〉

## 디스코그래피

### 솔로

#### 정규 앨범 & EP
- 2002년 8월 23일 Da Hitmaker EP
- 2003년 9월 24일 Break Out EP
- 2005년 5월 ?일 Negative 디지털 EP
- 2009년 8월 18일 Once Again 정규 앨범
- 2011년 11월 8일 alone 정규 앨범
- 2013년 6월 17일 from you, to you 정규 앨범
- 2013년 9월 27일 Recall 미니 앨범
- 2016년 5월 13일 The Classic, Part 1 미니 앨범
- 2016년 7월 14일 `Me` Part 1 정규 앨범

#### 디지털 싱글
- 2005년 9월 20일 Bounce
- 2006년 10월 17일 《좋은날》
- 2007년 4월 9일 《이별후애》
- 2008년 11월 5일 1sagain 1st Digital Single
- 2009년 3월 5일 Fall in Love
- 2009년 11월 20일 Last Christmas
- 2010년 2월 19일 Rewind
- 2010년 6월 24일 《좋은 날》
- 2010년 11월 19일 《사랑후에...》
- 2011년 2월 23일 Memories
- 2011년 3월 23일 《가지마》
- 2011년 9월 16일 RH- Project vol.8 《이젠 지쳤어..》
- 2011년 12월 8일 《커피 한 잔 하실래요》
- 2012년 2월 13일 《너에게만 들려주고 싶은 고백》
- 2012년 4월 6일 Rewind vol.2
- 2012년 6월 13일 《건강하세요》
- 2012년 8월 7일 《바람둥이의 첫 고백》
- 2013년 1월 18일 Love is Over
- 2013년 7월 25일 《흔한 이야기》
- 2017년 1월 9일 《사랑이 짧다고 그 슬픔도 짧을까》
- 2017년 2월 13일 《어울리지 못해》
- 2017년 7월 3일 《이런 사랑을 할 바에는》

### 합작
- 2011년 4월 1일 1sagain & 팻두 Hello, Doctor 디지털 싱글
- 2011년 7월 11일 1sagain & Donnie J 《NeuroN Presents vol.1 - 우울해》 디지털 싱글
- 2013년 2월 15일 1sagain & Lady Jane New Story part.5 디지털 싱글
- 2013년 10월 31일 1sagain & 이카 《스르륵》 디지털 싱글
- 2015년 12월 16일 1sagain & 팻두 기억을 지워주는 병원 4 디지털 싱글
- 2016년 2월 19일 1sagain & 스티 충분하지 않아 디지털 싱글
- 2016년 4월 6일 1sagain & 김소정 로맨스가 필요해 디지털 싱글
- 2016년 8월 3일 1sagain & 주보라 일어나지 않길 바랬던 일 디지털 싱글